# 新五捕物帳
『新五捕物帳』（しんごとりものちょう）は、1977年（昭和52年）10月18日から1982年（昭和57年）11月16日まで日本テレビ系列にて毎週火曜日20時から20時54分に放映された陣出達朗原作のテレビ時代劇。全196話。

## 内容
天保年間を舞台に、主人公の御用聞き・駒形の新五が様々な難事件を解決していくハードボイルド時代劇。
他の多くの時代劇と同様の勧善懲悪物ながらも、庶民の悲哀を前面に打ち出した話が多く、ハッピーエンドの話が少ないことが特色である（作品も後期になると徐々にコミカルな描写が加えられるようになり、作風も明瞭化され円満に終了する話も増えていった）。本作では善良に暮らす庶民が悪辣な連中の手にかかって情け容赦なく無惨な死を迎えたり、逆に善良に暮らしていた庶民がやむにやまれぬ事情で罪を犯してしまうエピソードが多く、その非業の死を見届けた新五が逆上してその仇を討つというのが基本フォーマットである。物語終盤の新五の立ち回りは単に悪人を捕縛するだけでなく、ほとんど一方的な形で拳や十手を振るう壮絶なものであり、時には十人がかりで襲いかかる帯刀の敵を十手さえ使わず素手で全員を叩きのめしてしまう場合もあった。制作に当たっては他のテレビ時代劇の捕物帳と異なり、当時の風俗を出来る限り事実に近付けて制作するよう心懸けられ、御用聞きの携帯する十手は房の付けられていない小型の物にして普段は懐に隠し持つ事や、下っ引きが商売を持っており普段は魚屋で、事件が起こると捜査を開始する事、捕縛に出向く時に、定町廻り同心の服装が着流しではないことなどを、史実に合わせて造られた。

## エピソード
- オープニングテーマのテンポは第118話まで変わることはなく、その代りその時々で映像が若干差し替えられている。第24話からは山形勲演じる今戸の弥兵衛が、蕎麦屋ののれんをくぐる映像が用いられた。本人は五回しか出演しなかったが、これが第118話まで続いた。第119話から最終話（第196話）までは、玉川伊佐男演じる同心・吉井が中心になって颯爽と走る映像から始まる新しいオープニング映像になり、同時にこれまで使われていたテーマ曲も、よりアップテンポのものに差し替えられた。なお、大場伝蔵役の有島一郎は初期の段階で降板したが、予告編では新五の後姿を見送るカットが最後まで使われていた。
- 1981年9月29日に同枠を19時30分から20時54分に拡大して杉が主演の『遠山の金さん』の遠山金四郎景元（金さん）が本作の世界に登場する『大江戸桜吹雪、八千両の舞』が放送された（杉は二役を演じ、新五と金さんが同時にいるシーンは合成された）。
- 1982年4月6日には、やはり同枠を19時30分から20時54分までの74分枠に拡大した『春姿ふたり鼠小僧』が放送され、主演の杉が駒形の新五と鼠小僧次郎吉（弥平次）の二役を演じた（なお、前述の『大江戸桜吹雪、八千両の舞』の時と同じく、新五と弥平次〈次郎吉〉が同時にいるシーンは合成された）。

## キャスト
- 駒形の新五：杉良太郎
- 銀次：岡本信人

魚屋の棒手振りで、新五配下の下っ引
- 大場伝蔵：有島一郎（第1話～第23話）

定町廻り同心
- おいてけ堀の安五郎：山城新伍（第1話～第14話、第20話）
- 稲荷町の伊蔵：玉川良一（第1話～第14話）
- さよ：若原瞳（第1話～第162話）

銀次の妹
- 茂兵衛：田中春男（第1話～第161話）
- おとよ：都家かつ江（第1話～第160話）
- 今戸の清吉：鈴木ヤスシ（第22話、第24話～第161話）
- おりつ：小鹿ミキ（第24話～第118話）

今戸の弥兵衛の娘、次女
- 今戸の弥兵衛：山形勲（第24話、第28話、第34話、第36話、第80話）
- お島：水野久美（第24話～第42話）

弥兵衛の娘、長女
- 同心・吉井：玉川伊佐男（第108話～第196話）
- おその：清水めぐみ（第119話～第165話）
- お絹：佐藤あさみ（第119話～第196話）
- 染太：桜井センリ（第162話～第196話）
- おまき：坂上亜樹（第165話～第196話）
- お品：一谷伸江（第165話～第196話）

### 準レギュラー（EDに表示されるが複数回出演）
- 定町廻り同心・榊：河野弘（初期から最終話まで出演）
- 定町廻り同心・山田：青木義朗（主に中期に出演）
- 定町廻り同心・木村：波戸崎徹（主に中期以降に出演）

## 主題歌 （CBSソニーレコード）
以下の２曲はどちらも、作詞：いではく／作曲：遠藤実／編曲：斉藤恒夫／歌唱：杉良太郎
- オープニング「江戸の黒豹」
- エンディング「明日の詩」

## スタッフ
- 原作：陣出達朗
- 脚本：放映リストを参照
- ナレーター：納谷悟朗
- 音楽：津島利章
- 製作：野崎元晴（第1話〜第145話）、増井正武（第146話から最終話までプロデューサー）
- プロデューサー：佐々木太郎、森田義一
- 撮影：岩佐一泉
- 照明：吉田協佐
- 録音：吉山恒夫、津田宗之
- 美術：松井敏行
- 編集：井上治
- 記録：田畑三代、石山神子
- 演技事務：村上和也
- 助監督：藤田保行
- 選曲：山川繁
- 色彩計測：渡辺毅
- 正気流鎖術：名和弓雄
- 合気道指導：養神館
- 殺陣：大内竜生
  - 東洋現像所
  - 高津映画装飾
  - 東京衣装
  - 八木かつら
  - にっかつスタジオセンター
  - 日活美術
- 制作担当：長谷川朝次郎（途中から最終話までプロデューサー）、喜田外志之
- 進行主任：木村貴司
- 監督：放映リストを参照
- 効果：日活効果、東洋音響
- 録音：日活録音スタジオ
- 制作協力：金剛プロダクション、杉友プロダクション
- 製作：ユニオン映画

## 放映リスト
| 話数    | 放映日     | サブタイトル           | 脚本              | 監督     | ゲスト出演者 |
| ------- | ---------- | ---------------------- | ----------------- | -------- | --- |
| 第1話   | 1977/10/18 | 殺しの子守唄が聞える   | 池田一朗          | 西山正輝 | 松の市：財津一郎 堺屋喜兵衛：東屋源喜 お藤：中山恵子 丸田清十郎：加地健太郎 所沢同心：依田英助 おゆき：小沢左生子 駄菓子屋のお爺：高杉哲平 番太郎：清郷秀人 弥平：日笠潤一 お政：大原穣子 長太：北沢輝樹 |
| 第2話   | 1977/10/25 | 女白浪情けの牢破り     | 山野四郎          | 齋藤武市 | 奈美：小鹿みき 松岡信濃守：戸浦六宏 奈美の母：高田敏江 豊島屋伝兵衛：松下達夫 与力細山：最上龍二郎 越後屋総兵衛：斉藤英雄 河野弘、石丸博也、池田生二、峯田智代、富田笑子、門脇三郎、皆川明男、渡辺次雄、加藤茂雄、宮本茂、村上豪、原博美、司英二、志村左近、宮沢勇、池田功、北川はしら、鈴木正典、渡辺真六、川部英雄                                           |
| 第3話   | 1977/11/01 | 江戸の花夢の初恋       | 宮川一郎          | 長谷和夫 | おいと：上村香子 吉岡次郎太：大和田伸也 伊勢屋金兵衛：富田浩太郎 跡部：高城淳一 弥助：果木佐甫良 三之助：真家宏満 杉田：中島正二 宗庵：勝田久 仲間与平：篠田董 船頭定吉：千葉繁 お染：火野捷子 稲荷町の伊蔵：玉川良一 |
| 第4話   | 1977/11/08 | さらば大江戸八百八町   | 宮川一郎          | 齋藤武市 | 静枝：麻丘めぐみ 港屋五兵衛：群司良 儀助：勝部演之 釣船屋のおやじ：宮島誠 佳田：波戸崎徹 ばあさん：若原初子 女郎：賀川修嗣 俵屋三右衛門：門脇三郎 同心：宮本茂 俵屋の女房：小海とよ子 島田重五郎：辰巳柳太郎 |
| 第5話   | 1977/11/15 | 掟の陰に消えた女       | 宮川一郎          | 西山正輝 | お袖：ジュディ・オング 定七：河原崎長一郎 井之：有川博 佐平：日野道夫 仁兵衛：長谷川弘 赤沢弥十郎：中島正二 丑之助：波戸崎徹 骨つぎ：山田禅二 文之助：佐々木敏 番太：門脇三郎 お島：金子勝美 職人：松井範雄 卯吉：宮沢勇 職人：小川隆一 新五の少年時代：石沢寛樹 お袖の少年時代：中立奈美                                                                      |
| 第6話   | 1977/11/22 | ドジ野郎いちばん手柄   | 桜井康裕          | 長谷和夫 | 熊五郎/清兵衛：東八郎 女房･まき：十勝花子 番頭･文進：高野真二 板前･駒吉：遠藤征慈 同心･浮由：山本清 若い板前･三太：保積春大 芳松：大小原繁 舟頭･多平：岡部正純 後家：有崎由見子 職人：田村元治 与力･向田庄之助：伊藤正博 同心：宮本茂 おかみ：岩瀬裕美 |
| 第7話   | 1977/11/29 | 虹をかけた送り舟       | 桜井康裕          | 齋藤武市 | お絹：夏純子 明石峯：柳川慶子 七蔵：黒部進 宍戸の清造：富田仲次郎 浅吉：河野弘 大店の主人：稲川善一 圭之助：須田健一 書主兵馬：村国守平 八幡源太郎、新沼水博、福井教夫 明石順啓：神山繁 |
| 第8話   | 1977/12/06 | 蛇の道は蛇             | 宮川一郎          | 江崎実生 | 岡部新十郎：坂東八十助 勘次：平泉征 乙吉：植田峻 五島屋清兵衛：永井玄哉 音羽の金蔵：福山象三 丸山詠二、水橋和夫、暮林修、村上幹夫、狩野剛太郎、若杉武徳、角谷美佐子、五十嵐美鈴、福留幸夫、松下昌司、那須のり子、坂巻祥子、峯田智代、志村幸江、鈴木正典 |
| 第9話   | 1977/12/13 | 涙を背負った赤ん坊     | 山野四郎          | 西山正輝 | おくみ：赤座美代子 江川屋武兵衛：稲葉義男 笠村儀十郎：藤岡重慶 宗隣：河村弘二 坂井一之進：大下哲矢 法海：入江正徳 肥土尚弘、飯田テル子、高山千草、一文字雄、加納千嘉、阿部佳久、斉藤康彦 弥八：山本學 |
| 第10話  | 1977/12/20 | 闇をさく心の叫び       | 猪又憲吾          | 江崎実生 | おひさ：永野裕紀子 井田：木村元 三津蔵：林孝一 重造：柄沢英二 山田禅二、西尾徳、木島一郎、伊藤健、山中康司、渡辺真六、渡辺次男 |
| 第11話  | 1977/12/27 | 心に結ぶ草の露         | 宮川一郎          | 手銭弘喜 | おしん：加賀まりこ 稲荷町の伊蔵：玉川良一 美濃屋宗兵衛：金井大 眼医者順石：相沢治夫 吉兵衛：寄山弘 おみつ：山添三千代 座女：岡崎夏子 手代：新沼水博 番頭：池田功 一文寺雄、関口春代、熊谷祐之 |
| 第12話  | 1978/01/03 | 母ごころ夢の富くじ     | 宮川一郎          | 長谷和夫 | 定：千葉裕 相川屋重兵衛：松本朝夫 おけい：小沢左生子 源造：八名信夫 庄太：松田洋治 ほてい屋：和久井節緒 おつね：市川夏江 松崎：山本武 文吉：三重街恒二 和泉屋：名川貞郎 お文：田島康子 清之助：青森伸 |
| 第13話  | 1978/01/10 | おはぐろどぶに咲いた恋 | 石堂淑朗          | 齋藤武市 | 花風：渡辺やよい 太吉：森次晃嗣 五助：外野村晋 お時：上月左知子 常陸屋：瀬良明 谷田：大矢兼臣 地廻り：河野弘 地廻り：井上茂 地廻り：榎木兵衛 老女：益田愛子 番頭：村上豪 若旦那：井上由起夫 福村千秋、中立奈美、佐藤野里子、松野強、谷山美千代、上條美華、鴨下友子                                                                                             |
| 第14話  | 1978/01/17 | 怒りの十手に血が騒ぐ   | 野上竜雄          | 齋藤武市 | 丑松：桜木健一 お糸：紀比呂子 姫殺しの嘉助：井上昭文 喜太郎：寺田豊 浪人：田中浩 弥吉：村上豪 鎌吉：榎木兵衛 岩瀬裕美、石沢寛樹、高崎隆児 樽屋仙右衛門：岡田英次 |
| 第15話  | 1978/01/24 | 執念の十手に血が通う   | 桜井康裕          | 長谷和夫 | 豊島町の梅蔵：小沢栄太郎 もよ：山口智子 幸吉：若杉武徳 黒川屋鉄五郎：保科三良 たき：夏海千佳子 橘屋喜七：相原巨典 油問屋の主人：近松敏夫 藤八：石山雄大 笹山英一、会津あんく、福井教夫 |
| 第16話  | 1978/01/31 | おらが村にも春が来た   | 山野四郎          | 手銭弘喜 | 甚兵衛：南利明 浅田源之進：和崎俊哉 久世大炊守：櫻片達雄 義左衛門：神田正夫 さと：香椎くに子 はね馬のゲン六：横山あきお 大村丹後：河野弘 森谷：村上豪 川瀬：俵一 三吉：増田壮太郎 仁吉：三石浩貴 太吉：高田康司 つぎ：中立奈美 まさ：若宮由美子 とめ：田中加奈子                                                                                               |
| 第17話  | 1978/02/07 | 男涙に星が降る         | 宮川一郎          | 西山正輝 | 稲荷町の伊蔵：玉川良一 卯吉：神有介 おみつ：津山登志子 勘助：福田豊土 おまつ：本山可久子 伝兵衛：中村竜三郎 鉄：大前均 榊原：戸沢佑介 高杉哲平、水無坂冬子、菊地悦子、高間智子、村上豪、福井教夫、内田佳昭、松下昌司、矢田部正一 |
| 第18話  | 1978/02/14 | 罠にはまった女         | 播磨幸治          | 原田隆司 | おみね：市毛良枝 北島寛兵衛：睦五朗 清兵衛：高木二朗 かまいたちの六：三上左京 佐吉：剣持伴紀 おしな：新海百合子 飛不動の鉄太郎：中島正二 番屋のおやじ：島田敬一 松吉：山下勝也 原孝、岬谷美那子、白川孝一 |
| 第19話  | 1978/02/21 | あさき夢みし江戸の春   | 桜井康裕          | 西山正輝 | 平助：左とん平 お紋：服部妙子 同心斉木：大木史朗 嘉助：陶隆司 権三：堀田真三 五所の粂造：晴海勇三 さき：若原初子 油問屋の主人：加藤茂雄 |
| 第20話  | 1978/02/28 | 明日に咲いた男花       | 内田弘三          | 原田隆司 | お蝶：宮園純子 伝兵衛：武藤英二 根津源八郎：山本昌平 長七：西島昭彦 庄太：水野哲 竹公：玉川長太 辰造：榎木兵衛 喜兵衛：立川雄三 棟梁松助：北山年夫 清左衛門：入江正徳 門脇三郎、村上豪、宮沢勇、加藤茂雄 |
| 第21話  | 1978/03/07 | 夜に咲く花ふたり花     | 山野四郎          | 西山正輝 | 茅島成美、鳥居恵子、山本紀彦、本郷淳、今村源兵、石島房太郎、那須のり子 |
| 第22話  | 1978/03/14 | 泣くな夜あけのはぐれ鳥 | 宮川一郎          | 西山正輝 | お咲：松本留美 吉野清五郎：久米明 与吉：酒井修 寺川内記：高木均 前田左兵衛：中井啓輔 芳斉：林孝一 千草屋：山田禅二 源太：渡辺猛 村次：側見民雄 池田生二、今市陽一、原博美、福井教夫、会津あんく、伊丹加寿代、津京子 |
| 第23話  | 1978/03/21 | 日陰に咲いた花だった   | 白井更生          | 手銭弘喜 | お絹：島かおり 弥助：島田順司 鳥越の三次：田口計 半助：森下哲夫 太一：鈴木政晴 中島正二、晴田哲茂、竹野高文 |
| 第24話  | 1978/03/28 | 御赦免船に散った花     | 宮川一郎          | 手銭弘喜 | おつた：本阿弥周子 勘次：柴田侊彦 太市：堀勝之祐 仁兵衛：河野弘 版元：今西正男 おつたの父親：加藤茂雄 伍兵衛：門脇三郎 池田功、伊丹加寿代、江城富美子 |
| 第25話  | 1978/04/04 | 闇の顔をあばけ         | 宮川一郎          | 西山正輝 | 吉川市之進：本郷直樹 おしの：伊藤めぐみ 伊太八：住吉正博 備前屋忠兵衛：五藤雅博 馬道の清五郎：平松慎吾 同心広瀬：波戸崎徹 馬道の丑：榎木兵衛 さと：市川千恵子 馬道の松：村上豪 弥助：三重街垣二 原博美、宮沢勇、宇部信吉、桜井文夫 |
| 第26話  | 1978/04/11 | 露の涙に春が来る       | 中野顕彰          | 西山正輝 | 朝吉：入川保則 お久：岩井友見 白波の才蔵：伊達三郎 佐平：小倉雄三 玄斉：相沢治夫 繁蔵：松尾文人 八木和子、船山現人 |
| 第27話  | 1978/04/18 | 愛の調べに架ける虹     | 櫻井康裕          | 江崎実生 | お政：水原麻記 友吉：頭師孝雄 上州屋：江見俊太郎 鶴屋：増田順司 多吉：堺左千夫 かげろうの助三：土方弘 お梶：三田登喜子 お園：松木聖 お時：花岡菊子 医者：門脇三郎 勢三：河野弘 夏木順平、愛田恭子、般山現人 |
| 第28話  | 1978/04/25 | 駒形あわれ流し笛       | 山野四郎          | 江崎実生 | おもち：吉沢京子 同心野川：高品格 多助：高城淳一 血のりの松五郎：内田昌宏 おかつ：花形恵子 小間物屋の主人：中島元 川越いづみ、長田義嗣、斉藤智恵子、山形節子 |
| 第29話  | 1978/05/23 | 物言えば唇寒し……       | 宮川一郎          | 池広一夫 | 安吉：大和田獏 おまさ：珠めぐみ 久助：工藤堅太郎 同心瀬口：河野弘 松：小沢直平 丸正：加藤精二 岩城和男、横尾三郎、浜田宏昭、竹内靖、池田功、千田務、春田哲茂 |
| 第30話  | 1978/06/06 | 折れたかんざし         | 宮川一郎          | 手銭弘喜 | おみち：磯村みどり 丑松：垂水悟郎 広川：北原隆 井筒屋：久保晶 おやじ：三川雄三 定七：中村武己 玄庵：山田禅二 由：若杉武徳 会田由来、松尾正平、宮沢勇 |
| 第31話  | 1978/06/20 | 怒りに燃えた親子鷹     | 山野四郎          | 池広一夫 | 狭間市兵衛：福田豊土 与力蓮田：御木本伸介 狭間京之助：遠藤義徳 木曽屋喜助：伊沢一郎 鬼堂八十右衛門：田中浩 月村弥九郎：黒部進 与力松崎：冨田浩太郎 波戸崎徹、名川貞郎、櫻井文夫 |
| 第32話  | 1978/07/11 | さむらい無情           | 白井更生          | 手銭弘喜 | 橘屋喜七：和崎俊哉 藤崎仙一郎：北上弥太郎 神田源之進（白狐の右近）：山本麟一 北島寛兵衛：睦五郎 江戸屋藤兵衛：西屋東 同心：波戸崎徹 お良：立石涼子 待乳山喜十郎：山本寛 徳次：小池幸次 お仲：本庄和子 池田功、武田弘樹、菊地進、高野光弘、和田瑞穂 |
| 第33話  | 1978/08/01 | 負け犬                 | 杉山義法          | 池広一夫 | 越中：大木実 羅字屋弥助：今福正雄 しじみ屋直太郎：平泉征 河内：土方弘 大隅屋：林ゆたか 同心斎藤：内田稔 奥州：石見栄英 利吉：西田健 扇太郎：津村隆 森ユミエ、岩瀬裕美、門脇三郎、和田瑞穂、穂山潤、野見山夏子 |
| 第34話  | 1978/08/08 | おりつの縁談           | 宮川一郎          | 西山正輝 | 芳太郎：久富惟晴 笠島与力：黒川弥太郎 甚助：鮎川浩 おはつ：呉恵美子 松：松山照夫 多助：市原清彦 立川雄三、皆川明男、門脇三郎、村上豪、千田務 |
| 第35話  | 1978/08/15 | あした晴れるか         | 柴英三郎          | 手銭弘喜 | 伊平：辰巳柳太郎 上坂伝六郎：北原義郎 空念：雷門ケン坊 お仙：工藤明子 天山：吉田柳児 伊助：鈴木俊介 万太：佃文吾郎 丑松：山田貫太郎 権八：若林哲行 弥市：都築宏一郎 与三：中村四郎 おかつ：大羽博子 妊婦：羽生友美 |
| 第36話  | 1978/09/05 | 黒いかわら版           | 黒田義博          | 西山正輝 | おうめ：亀井光代 源蔵：藤岡重慶 岩松：砂塚秀夫 仙吉：寺田農 遠州屋平左衛門：高木二朗 薬売りの富蔵：里木佐甫良 安：市村昌治 五藤雅博、河野弘、若原初子、中田聖樹、西朱実、宮本茂、志村幸江、会田由来、今野清志、東海有子、熊谷卓三、村上豪、宮沢勇、司英二、石川清二、松尾正平                                                                                  |
| 第37話  | 1978/09/12 | 夢まくら恋の仇花       | 下飯坂菊馬        | 手銭弘喜 | お島：水野久美 おせい：吉行和子 音松：松橋登 おきん：蔵本道子 榊：橋本功 狐火の甚五郎：石橋雅史 留吉：中島正二 権三：榎木兵衛 上州屋清右衛門：加藤茂雄 千田勤 |
| 第38話  | 1978/09/19 | 友の情けに廻る独楽     | 中野顕彰          | 手銭弘喜 | 鮎川いづみ、勝呂誉、須藤健、山岡徹也、河野弘、吉田良全、門脇三郎、夏木順平、宮本茂、今野清志 |
| 第39話  | 1978/09/26 | ど根性親子             | 杉山義法          | 池広一夫 | お島：水野久美 おのぶ：佐々木すみ江 左官屋貞吉：河原崎次郎 三次：蟹江敬三 同心斉藤：内田稔 賭場の胴元：永井玄哉 同心：波戸崎徹 吉田さより、園井ひろみ、柏木隆太、水橋和夫、高間智子、町田幸夫、熊谷卓三 |
| 第40話  | 1978/10/03 | 情けに消えた女         | 宮川一郎          | 手銭弘喜 | おその/おみつ：本阿弥周子 仲買いの弥市：稲葉義男 源助：宮口二郎 三次：三上左京 佐吉：住吉道博 同心斉藤：内田稔 大黒屋清兵衛：庄司永建 おしん：池田和歌子 豊後屋：杉田俊也 順斉：山田禅二 渡瀬庄五郎：林孝一 鈴木真代、若原初子 |
| 第41話  | 1978/10/10 | 露の情け               | 下飯坂菊馬        | 池広一夫 | 幇間の喜助：田崎潤 鯉千代：瞳順子 卯三郎：藤木敬士 玉泉：橋爪功 同心並木：内田稔 頭染の吉蔵：木村元 浜竜：鷲尾真知子 釘六：森章二 長八：榎木兵衛 加藤茂雄、文字孝代 |
| 第42話  | 1978/10/17 | 流刑の女               | 山野四郎          | 手銭弘喜 | お島：水野久美 おその：長谷川稀世 利助：西沢利明 北島寛兵衛：睦五郎 おまさ：榊ひろみ 幸兵衛：斉藤英雄 篠田薫、森みどり、原田千枝子、井上由起夫、鳥津享子、清水忠一、北斗太郎、柿木恵至 |
| 第43話  | 1978/10/24 | 阿波木偶秘聞・前       | 宮川一郎          | 西山正輝 | お絹：大関優子 小島源三郎：石橋蓮司 松住太夫：佐竹明夫 柴田主計：細川俊夫 稲田刑部：高桐真 前川：八木隆 役人：宮寺康夫 役人：柄沢英二 西尾東、村上豪、福井教夫、北泉展江、伊丹加寿代、志村幸江、加藤茂雄、高橋二三 |
| 第44話  | 1978/10/31 | 阿波木偶秘聞・後       | 宮川一郎          | 西山正輝 | 小島源三郎：石橋蓮司 お絹：大関優子 おやじ：日野道夫 藍染問屋：大久保正信 阿波守：松本朝夫 稲田刑部：高桐真 増田勇助：堺左千夫 若い男：真山譲次 木樵：河野弘 尾形智明：池田生二 目付：中島正二 鹿島信哉、八木和子、峯田智代、和田瑞穂、中島千里、小海とよ子、 茶店のおやじ：佐藤晋 茶店のおさえ：佐藤サエ子                                                    |
| 第45話  | 1978/11/07 | 殺しのかんざし         | 西島大            | 手銭弘喜 | おせつ：奈美悦子 相模屋栄吉：佐々木剛 木曽屋徳兵衛：南原宏治 塚本伊織：近藤宏 お葉：鳥居恵子 坂部三十郎：田中浩 奉行：大木史朗 加藤真知子、内田佳昭、原博美 |
| 第46話  | 1978/11/14 | 花咲く愛の親心         | 蘇武路夫          | 手銭弘喜 | お紋：波乃久里子 まむしの源八：蟹江敬三 井筒屋伊助：早川保 お艶：ひし美ゆり子 かすみの吉兵衛：高杉玄 政五郎：黒部進 鬼吉：榎木兵衛 榊：河野弘 波戸崎徹、加藤茂雄、池田功、岩城和男、小海とよ子、中田聖樹、岩瀬裕美 |
| 第47話  | 1978/11/21 | 月とすっぽん           | 中野顕彰          | 西山正輝 | キク(菊姫)：岡崎友紀 三太夫：小栗一也 持田典膳：河村弘二 出雲屋市兵衛：松下達夫 新之介：北村晃一 西海屋：湊俊一 境：波戸崎徹 家臣：斎藤英雄 門番：狩野剛太郎 鹿島信哉、逸見慶子、三上昭子、門脇三郎、村上豪、今野清志、司英二 |
| 第48話  | 1978/11/28 | 七日目の自訴           | 吉田義昭          | 手銭弘喜 | 雪：梶三和子 青沼俊之介：島田順司 医者長安：野々村潔 弥吉：瀬良明 渡辺左門：山中康司 伊佐吉：三上剛 和泉屋：稲川善一 村上幹夫、岩瀬裕美、金子勝美 |
| 第49話  | 1978/12/05 | 葵頭巾参上             | 白井更生          | 西山正輝 | お冴：泉晶子 加兵衛：河原崎建三 結梗屋重兵衛：玉川伊佐男 同心大須：本郷淳 番頭：甲斐健 目明し：伊豆見英輔 番屋の爺：夏木順平 お仲：和田恵利子 原博美、山田裕子、番場恵子 |
| 第50話  | 1978/12/12 | 狼が来た               | 下飯坂菊馬        | 林伸憲   | おえん：稲垣美穂子 磯吉：荒谷公之 丑之助：千葉裕 おみね：立石美由紀 徳仙：金井大 三国屋栄造：村上冬樹 同心：河野弘 おしま：和泉喜和子 惣兵衛：相沢治夫 春三：市川勉 おけい：五十嵐美鈴 春田哲茂、中立奈美 |
| 第51話  | 1978/12/19 | ふたつ名を持つ男       | 中野顕彰          | 手銭弘喜 | 山田吾一、小島三児、長谷川哲夫、森秋子、夏海千佳子、大宮悌二、名川貞郎、高杉哲平 |
| 第52話  | 1978/12/26 | 裏切られた女           | 白井更生          | 西山正輝 | 葉山葉子、岡崎二朗、吉田義夫、有吉ひとみ、曾我廼家一二三、河野弘、保科三良、加藤茂雄、才川祐二 |
| 第53話  | 1979/01/09 | 今戸の子守唄           | 鈴木生朗          | 西山正輝 | 田島令子、河原崎長一郎、平泉征、八名信夫、高木二朗、西朱美 |
| 第54話  | 1979/01/16 | 岡っ引きの唄           | 白井更生          | 林伸憲   | 加藤嘉、林ゆたか、竹林真理子、睦五朗、石橋雅史、山岡徹也、加地健太郎 |
| 第55話  | 1979/01/23 | 江戸の夢恋のかんざし   | 鈴木生朗          | 手銭弘喜 | 志垣太郎、小坂一也、柳谷寛、木村元、剛達人、榎木兵衛、溝口舜亮、玉井謙介、波戸崎徹、伊豆見英輔、宇乃壬麻、森みどり |
| 第56話  | 1979/01/30 | 恨みは残る三味の糸     | 吉田義昭          | 西山正輝 | 葉山葉子、水島道太郎、水原ゆう紀、石田信之、江角英明、松山照夫、河野弘、榎木兵衛、小杉治、永井玄哉、神部みどり、高松恭子、近藤真理 |
| 第57話  | 1979/02/06 | 津和野かげろう         | 白井更生          | 手銭弘喜 | 茅島成美、永井秀明、小笠原良知、根本嘉也、福井教夫、だるま二郎、野見山夏子、渡辺恵美子 |
| 第58話  | 1979/02/13 | ふきっ溜りの青春       | 白井更生          | 林伸憲   | 中村竹弥、佐藤仁哉、立石美由紀、白木万理、青木義朗、桑山正一、真家宏満、浜伸二、水谷邦久、山田禅二、石原昭宏、田利之、桂文七、長井悟 |
| 第59話  | 1979/02/20 | 女がはめた罠           | 西島大            | 手銭弘喜 | 堀越陽子、森下哲夫、剣持伴紀、神田正夫、河野弘、木島一郎、五十嵐美恵子、松尾正平、村上豪、志村幸江、渡辺恵美子、今野清志 |
| 第60話  | 1979/02/27 | あしたを夢みて         | 桜井康裕          | 林伸憲   | 松原智恵子、曾我廼家明蝶、石山律雄、新田昌玄、根上淳、絵沢萠子、江幡高志、波戸崎徹、加藤茂雄、池田功、渡辺恵美子、松永智光、中田聖樹 |
| 第61話  | 1979/03/06 | 祭り囃子に来た男       | 吉田義昭          | 手銭弘喜 | 島かおり、森次晃嗣、北村総一朗、永井玄哉、小泉比蕗子、志村幸江、池田功 |
| 第62話  | 1979/03/13 | 死を呼ぶ兇剣           | 安倍徹郎          | 手銭弘喜 | 湯原昌幸、黒川弥太郎、田中浩、菅貫太郎、近藤準、中島正二、河野弘、村上豪、門脇三郎、原博美、今野清志、松尾正平、司英二、久木念、松影智光 |
| 第63話  | 1979/03/20 | 遠い春の親子花         | 白井更生          | 手銭弘喜 | 長谷川稀世、藤巻潤、山本麟一、青木義朗、稲川善一、加地健太郎、村上幹夫、鈴木政晴 |
| 第64話  | 1979/03/27 | 禁じられた十手         | 下飯坂菊馬        | 西山正輝 | 井上昭文、服部妙子、稲葉義男、長島隆一、河野弘、溝口舜亮、加藤大樹、宮寺康夫、波戸崎徹、若原初子、池田生二、会田由末、三上良子、大塚良重、浦山紀子、林テレサ、鳴海剛、鷲津亨子、皆川明男、伊丹加寿代、鹿島信哉、岩瀬裕美 |
| 第65話  | 1979/04/03 | あした幸せなら         | 白井更生          | 西山正輝 | 小林幸子、小野進也、町田博子、堺左千夫、伊達三郎、福山象三、相原巨典、井上高志、笹入舟作、町田幸夫、渡辺恵美子、加藤茂雄、山田美鈴 |
| 第66話  | 1979/04/24 | 泥まみれの青春         | 白井更生          | 手銭弘喜 | 丹波義隆、沢井桃子、庄司永建、東条きよし、梓よう子、今橋恒、河野弘、高橋亨、多田千香、林美樹、河西ゆり子、三宅加代子 |
| 第67話  | 1979/05/08 | 悲恋おんな坂           | 白井更生          | 林伸憲   | 月丘千秋（お松）、本阿弥周子（お市）、玉川伊佐男（市太郎）、睦五郎（同心倉田）、榎木兵衛（浪人）、中島元（治兵衛）、種谷アツ子（お琴）、門脇三郎、高野光弘、夏木順平、志村幸江、原博美、春田哲茂、櫻井文夫 |
| 第68話  | 1979/05/29 | 見習同心の傷跡         | 竹内勇太郎        | 手銭弘喜 | 花沢徳衛（松前源兵衛）、池田秀一（松前政之助）、杉田かおる（お京）、高野真二（広田[与力]）、小笠原弘（西国屋茂助）、片岡五郎（仙造）、矢野間啓二（乙松）、大下哲也（嘉吉）、松本幸枝（お良）、角友司郎（松蔵）、加世幸市、桑名良輔、芦沢洋三 |
| 第69話  | 1979/06/05 | 八丁堀哀歌             | 鈴木兵吾          | 西山正輝 | 水原麻記（さわ）、垂水悟郎（池上忠兵衛）、勝部演之（まぼろしの常）、渡辺やよい（お直）、渡辺千世（おかみ）、内田直哉（同心）、佐古正人（同心）、物部勝美（同心）、黒田福美（女郎）、山川佳代子（女郎）、吉川弘美（女郎）、村上豪（久七）、福井教夫（宇之松）、今野清志（旦那）                                                                                 |
| 第70話  | 1979/06/19 | 津軽の女               | 吉田義昭          | 手銭弘喜 | 葉山葉子（お絹）、久保明（直次郎）、田口計（渡海屋）、陶隆司（千造）、根岸一正（亀吉） |
| 第71話  | 1979/06/26 | 恋情け涙の十手         | 鈴木兵吾          | 手銭弘喜 | 千秋実（北本所の利助）、河原崎建三（喜太郎）、千野弘美（おるい）、藤岡重慶（甚八）、河村弘二（同心）、田中筆子（老婆）、中島正二（藤三）、君塚正純（寄場人足）、村上豪（久七）、物部勝美（若い罪人）、宮沢勇（やくざ）、福井教夫（やくざ）、鳴海剛、石井ひとみ、菅原義夫                                                                                       |
| 第72話  | 1979/07/10 | 母悲し蝶の連れ舞       | 白井更生          | 西山正輝 | 藤村志保（お品）、萬代峰子（しげ）、小林芳宏（千太郎）、黒沢のり子（お待）、北原義郎（京屋庄太郎）、榎木兵衛（寅蔵）、直木みつ男（男衆）、丸岡奨詞（目明し） |
| 第73話  | 1979/07/24 | ほこり高き娘           | 竹内勇太郎        | 西山正輝 | 上村香子（琴路）、小栗一也（村瀬作十郎）、戸浦六宏（間甚三郎）、桑山正一（彦六）、川村真樹（久乃）、松井良（政吉）、幸田宗丸（目付）、高桐真（松前屋勘左衛門）、中村孝雄（市田又之進）、日の下金太郎（常吉）、西朱実（奥女中）、大木史朗、森みどり、志村幸江、大塚良重、加藤茂雄、小緑淳子、水木京一                                                           |
| 第74話  | 1979/08/07 | 夢悲し恋のちぎり       | 杉山義法          | 池広一夫 | 服部妙子（おれん）、西田健（利三郎）、犬塚弘（煙草屋与作）、小林トシエ（おたね）、松下達雄（山城屋清兵衛）、黒須薫（お千代）、村国守平（大工定八）、北山年夫（町役勘兵衛）、玉木弓子（おひで）、中田聖樹（与吉）、鳴海剛、内野恵以子、春田哲茂 |
| 第75話  | 1979/08/21 | 女心みれん花           | 白井更生          | 林伸憲   | 吉行和子（お久）、大木実（伊兵衛）坂東正之助（彦次郎）、高桐真（井関屋）、大山豊）（徳蔵）、沢井順子（女中）、小谷野美智子（お仙）、原博美、松尾正平、春田哲茂 |
| 第76話  | 1979/09/04 | 地獄の中の青春         | 竹内勇太郎        | 津島勝   | 吉田次昭（正太）、荒木道子（お信）、関根世津子（お君）、中西良太（徳市）、雷門ケン坊（亀吉）沖田駿一（松次）、石山雄大（浅吉）、伊達三郎（六兵衛）、浜伸二（弥吉）、小笠原弘（日向屋吉兵衛）、柳沢紀子（お千）、波戸崎徹（木村）、森章二（佐助）、西朱実（お六）、永井玄哉（常吉）、山岸和人、酒井郷博、池田功、森篤夫、志村幸江、中川雅之、千田務、櫻井文夫、 |
| 第77話  | 1979/09/11 | 怨念! 能登の潮鳴り     | 杉山義法          | 池広一夫 | 小沢栄太郎（木戸番もく）、住吉道博（宗吉）、浜田寅彦（西国屋）、飛鳥裕子（よね）、加地健太郎（旗本）、金子勝美（お咲）、小池幸二（磯吉）、加瀬悦孝（善太）、笹山栄一、浅川義盛、内野恵以子、栗林真須美、君塚正純 |
| 第78話  | 1979/09/18 | 夢に消えた父子唄       | 白井更生          | 津島勝   | 北見治一（義平）、瞳順子（お良）、北条清嗣（義助）、永井秀和（利助）、永井秀明（利兵衛）、里木佐甫良（金兵衛）、池田和歌子（お仲）、町田幸夫（男）、小海とよ子（住人）、和田瑞穂（町娘）、服部鷹子、長野昇一、吉川亜州香、春田哲茂 |
| 第79話  | 1979/09/25 | 涙の兄妹人形           | 吉田義昭          | 津島勝   | 辻萬長（直吉）、早瀬久美子（お千代）、島田順司（弥助）、堺左千夫（岩蔵）、須賀沢真理子（おみつ）、名護屋一（留吉）、宮沢勇、福井教夫、志村左近、松尾正平、小緑淳子、今野清志、長田恒義、物部勝美、福谷光一、浅香直樹、平木隆太、加藤森士、会場純一郎、関山昇                                                                                                   |
| 第80話  | 1979/10/02 | 千羽鶴の女             | 下飯坂菊馬        | 林伸憲   | 清水めぐみ（お千代）、岡田英次（鳥越の平右衛門）、高野浩之（幾松）、天草四郎（桔梗屋忠五郎）、三上左京（巳之吉）、石橋雅史（才八）、黒部進（脇坂）、みずのこうさく（万吉）、伊藤高（文太）、入江正徳（氏子）、湊俊一（三河屋徳右衛門）、大山豊、中川雅行、浅香直樹、土佐一太、小緑淳子、木島幸、松陰緑光                                                       |
| 第81話  | 1979/10/09 | 涙を捨てて俺は行く     | 白井更生          | 西山正輝 | 市毛良枝（お千代）、唐沢民賢（弥助）、佐藤仁哉（庄治）、青木義朗（同心）、晴海勇三（浪人）、高杉哲平（嘉兵衛）、大沢萬之价（富蔵）、名川貞郎（番頭）、谷村隆之（伊太郎）、篠田薫（瓦版売り）、佐藤蔵雄、木村京子 |
| 第82話  | 1979/10/16 | 小さな瞳の涙           | 小野竜之助        | 林伸憲   | 松田洋治（正太）、左右田一平（定吉）、須藤健（近江屋藤兵衛）、綾川香（近江屋藤太郎）、弘松三郎（倉屋又兵衛）、入江正徳（甲州屋）、村上豪（源次）、角脇三郎（医者）、原博美（巳之吉）、松木順平、服部鷹子、関山昇 |
| 第83話  | 1979/10/23 | 愛の絆の嫁と姑         | 鈴木兵吾          | 西山正輝 | 結城しのぶ（おたよ）、楠田薫（おむら）、蟹江敬三（民造）、吉岡ひとみ（おきた）、池田功（女げん）、池田生二（老人）、岩瀬祐美、熊谷卓三、服部鷹子、志村幸江、矢畑恵子、塩月徳子、桜井文夫 |
| 第84話  | 1979/10/30 | 機織りの唄             | 吉田義昭          | 林伸憲   | 東野英心（亀吉）、井原千鶴子（お信）、三谷昇（磯松）、武知杜代子（お辰）、中島正二（留三）、依田英助（お信の父）、今野清志（漁師）、溝口順子（お信の母） |
| 第85話  | 1979/11/06 | 入墨者のひとり唄       | 西島大            | 西山正輝 | 内田良平（蛇の九兵衛）、南城竜也（豊次）、瞳順子（お亮）、高城淳一（弥助）、寺島信子（お玉）、根岸一正（文三）、市村昌治（六助）、橋本宣三（棟梁）、市原清彦（勘吉）、大沢萬之价、志村幸江、平井幸世、青木万里子、松井良 |
| 第86話  | 1979/11/13 | 雁が渡る心の旅路       | 鈴木兵吾          | 津島勝   | 田島令子（おしん）、岡崎二朗（与一）、清川新吾（番頭治助）、小笠原弘（俵屋藤蔵）、毛利清二（酔客）、秋山勝俊（乞食の男）、宇乃壬麻（夜鷹）、福本清三（やくざ）、逸見慶子、門脇三郎、水無坂冬子、木本克美、物部勝美、下井かをり、中村英生、福留幸夫、千田務 |
| 第87話  | 1979/11/20 | 明日なき恋             | 白井更生          | 林伸憲   | 甲にしき（浪江）、水島道太郎（藤堂佐一郎）、白木万理（お由）、戸浦六宏（伝蔵）、佐藤仁哉（三次）、勝部演之（仁助）、増田順司（川合）、高桐真（元締）、山田禅二、毛利清二、福本清三、秋山勝俊、白石のり子、水木京一、服部鷹子、尾崎桂子 |
| 第88話  | 1979/11/27 | 青春情話               | 白井更生          | 林伸憲   | 野平ゆき、小林尚臣、永井秀和、稲葉義男、桜井浩子 |
| 第89話  | 1979/12/04 | 涙にくれた父の背       | 白井更生          | 津島勝   | 栗田ひろみ（お品）、小栗一也（桔梗屋藤兵衛）、小林勝彦（佐兵衛）、溝口順子（お信）、鳴海剛（良助）、篠田薫（瓦版売り）、鈴木義弘、服部鷹子、宮沢勇、加藤茂雄、松尾正平、今野清志、長谷俊夫、渡辺真六、三瓶美樹、武藤寿美、桜井文夫 |
| 第90話  | 1979/12/11 | 心中情けの真心         | 白井更生          | 西山正輝 | 岩井友見（お勢）、入川保則（弥吉）､浜田寅彦（越後屋仁助）、山岡徹也（音羽の仁兵衛）、綾川香（正吉）、中島正二（富蔵）、浜伸二（浪人）、司英二（小屋番）、青木万里子（おまつ）、田中和洋、北沢輝樹、千田務 |
| 第91話  | 1979/12/18 | 父の情けの花嫁衣裳     | 鈴木兵吾          | 西山正輝 | 小沢栄太郎（喜助）、浅野真弓（お菊）、林ゆたか（良吉）、堺左千夫（大黒屋惣七）、中村孝雄（番頭太助）、石山雄大（小松川の政造）、永井玄哉（薩摩藩家老）、町田幸夫（廻船問屋の番頭）、根本嘉也（医者）、篠田薫、伊達弘、桜井文夫 |
| 第92話  | 1979/12/25 | 十字架の光の陰に       | 山野四郎          | 林伸憲   | 鈴鹿景子（おゆき）、垂水悟郎（次郎兵衛）、川合伸旺（同心北野）、伊豆肇（医師兆道）、伊達正三郎（同心戸森）、外山高士（与力寺尾）、川井朝霧（おたえ）、若原初子（げん婆）、加瀬悦孝（伊佐吉）、近松敏夫（番人）、大内俊章、暮林修、西屋東、今野清志、町田幸夫、宇乃壬麻、花悠子、山本寛、山崎貞都、名塚新也、横尾三郎、千葉茂、小海とよ子、門脇三郎             |
| 第93話  | 1980/01/08 | 大江戸初春侍小僧       | 山野四郎          | 西山正輝 | 林成年（茂八）、東山明美（おくみ）、伊沢一郎（茂助）、多々良純（嘉助）、高杉玄、多宮健二、中村武巳、神田正夫、原博美、宮沢勇、立花房子、若原初子、水橋和夫、和田瑞穂、名倉嘉子、一ッ柳みる、岩瀬裕美、田口由理、倉沢暎子、福井教夫、内野恵以子、新井恵己、武田知可子、蒲生ひとみ                                                                               |
| 第94話  | 1980/01/15 | 空っ風の唄             | 山野四郎          | 手銭弘喜 | 三益愛子（おとき）、下條アトム（与吉）、清水めぐみ（おなみ）、遠藤征慈（為蔵）、高野真二（升田屋伊兵衛）、榎木兵衛（浪人）、町田幸夫（町人）、池田功（職人）、辻善人（手代）、内田佳昭、春田哲茂 |
| 第95話  | 1980/01/22 | 悲涙、江戸の淡雪       | 吉田義昭          | 手銭弘喜 | 曾我廼家明蝶（岩造）、鳳八千代（お里）、高山早苗（おまつ）、本郷直樹（常吉）、丸山秀美（お絹）、浜伸二（小助）、鳥巣哲生（太吉）、森章二、北山はしら、皆川明男、高橋亨、中川雅之、島津冴子 |
| 第96話  | 1980/01/29 | おりん供養             | 山野四郎          | 津島勝   | 鰐淵晴子（おりん）、大山いづみ（おけい）、高城淳一（玄造）、河村弘二（佐野屋与右衛門）、桐島好夫（利助）、武内文平（江川屋藤兵衛）、村上豪（弥六）、山崎猛（手代）、福留幸夫（治平）、加藤茂雄（番頭）、夏木順平、春田哲茂、中沢かおり |
| 第97話  | 1980/02/05 | かあちゃんの子守唄     | 白井更生          | 津島勝   | 松原智恵子（お幸）、藤木敬士（佐兵衛）、谷口香（お静）、橋本宣三（辰五郎）、大原和彦（佐吉）、近松敏夫（佐一郎）、大原穣子（おまつ）、泉よし子（おいく）、小緑淳子（お紋）、門脇三郎（村井）、水木京一、物部勝美、清野浩、加藤茂雄 |
| 第98話  | 1980/02/12 | 涙で晴らす父の仇       | 鈴木兵吾          | 西山正輝 | 長谷川稀世、吉田義夫、玉川伊佐男、相原巨典、江見俊太郎 |
| 第99話  | 1980/02/19 | 悲恋おんな牢           | 白井更生          | 津島勝   | 倉野章子、稲葉義男、中山昭二 |
| 第100話 | 1980/03/04 | 風車の唄               | 吉田義昭          | 津島勝   | 田崎潤、中村竹弥、榊ひろみ、島田順司、瞳順子、沖田駿一郎 |
| 第101話 | 1980/03/11 | 明日への旅立ち         | 白井更生          | 林伸憲   | 志垣太郎、山本みどり、北原義郎 |
| 第102話 | 1980/03/18 | 心中駒形河岸           | 吉田義昭          | 林伸憲   | 新谷由美子、桑原大輔、浜村純、西岡徳美、戸部夕子、波戸崎徹、榎木兵衛、山崎猛、志村幸江、一瀬浩道、会田由来、愛田恭子、内田佳昭、鳴海剛、門脇三郎 |
| 第103話 | 1980/03/25 | 岡っ引きの運命         | ちゃき克彰        | 津島勝   | 土屋嘉男、中原ひとみ、荒砂ゆき、八名信夫、今西正男 |
| 第104話 | 1980/04/01 | 火あぶりの女           | 山野四郎          | 津島勝   | 金沢碧、桑山正一、住吉道博、亀井光代、川辺久造、加地健太郎 |
| 第105話 | 1980/04/08 | 津軽三味線父子鳥       | 鈴木生朗          | 林伸憲   | 有吉ひとみ、垂水悟郎、うえだ峻、外山高士 |
| 第106話 | 1980/04/15 | 涙ひとすじ義姉弟       | 吉田義昭          | 林伸憲   | 田坂都、勝部演之、村上冬樹、藤森政義、里木佐甫良 |
| 第107話 | 1980/05/06 | 扇絵残照               | 白井更生          | 林伸憲   | 石山律雄、大山いづみ、須藤健、三上桜子 |
| 第108話 | 1980/05/20 | 野良犬ちび             | 白井更生          | 西山正輝 | 新田昌玄、北林早苗、高野真二、清水康晴、宮島誠、桜井浩子、市川好朗 |
| 第109話 | 1980/06/03 | 江戸の子守唄           | 竹内勇太郎        | 西山正輝 | 山口いづみ、仲谷昇、三田登喜子、桜田千枝子 |
| 第110話 | 1980/08/05 | 友情の熱き涙           | 鈴木兵吾          | 林伸憲   | 平泉征、千野弘美、北村総一郎、本郷直樹、鶴間エリ、黒部進、松下達雄、天草四郎 |
| 第111話 | 1980/08/12 | 怪談三味線堀           | 白井更生          | 津島勝   | テレサ野田、有吉ひとみ、小林尚臣、瞳順子 |
| 第112話 | 1980/08/26 | 小判と幽霊             | 下飯坂菊馬        | 西山正輝 | お久：阿部寿美子 おまち：東啓子 文吉：古代一平 梅吉：杉江廣太郎 文次：津村隆 おみの：沢井孝子 同心榊：河野弘 お民：水無坂冬子 おりん：吉岡ひとみ 青木万里子、土屋萌子、矢沢裕紀、あい陽子 |
| 第113話 | 1980/09/02 | 鈴哀し夢の故郷         | ちゃき克彰        | 林伸憲   | 香野百合子、高城淳一、佐々木剛、日野道夫、ひし美ゆり子、榎木兵衛、西朱実、桜井浩子、内田佳昭、田口由理、谷村洋子、今野清志、小緑淳子、池田功、荒井裕人、佐藤友美、一瀬浩道、戸田浩二 |
| 第114話 | 1980/09/09 | 花ひらく愛の灯         | 白井更生          | 林伸憲   | 岡田英次、吉田次昭、松原愛、月丘千秋、山岡徹也、河野弘、和田周、西朱実、若原初子、大原穣子、町田幸夫、金子勝美、岩瀬裕美、皆川昭男、那須のり子、小緑淳子 |
| 第115話 | 1980/09/16 | 十手にかけた父の愛     | 鈴木兵吾          | 西山正輝 | 内田朝雄、鳳八千代、岡村清太郎、高木二朗、 幸田宗丸、松本朝夫、沢田情児、榎木兵衛、久保田民絵、姿健一、加藤茂雄、原博美、松井早苗、稲田千代子、亀井三郎、川上和典、矢沢裕紀 |
| 第116話 | 1980/09/23 | 百両を拾った男         | 竹内勇太郎        | 津島勝   | お春：光丘真理 山伏：佐藤蛾次郎 お条：北城真記子 亀造：冨田浩太郎 熊造：根岸一正 瓦版売り：三角八郎 山師：横山あきお お久：深谷みさお 文造：田村貫 ごろつき：榎木兵衛 佐吉：林弘造 利吉：西屋東 ごろつき：だるま二郎 若原初子、門脇三郎、池田功、加藤茂雄、今野清志、宮沢勇、平野功                                                                            |
| 第117話 | 1980/10/07 | 情け深川祭り唄         | 吉田義昭          | 林伸憲   | 井上昭文、石濱朗、南城竜也、矢沢杏子、中田譲治、久保田民絵、大沢萬之介、香椎くに子、司英二、岩瀬裕美、河井憲、あい陽子 |
| 第118話 | 1980/10/14 | おりつ恋唄             | 白井更生          | 林伸憲   | 小川真司、高品格、小林伊津子、永井秀明、伊達三郎、河村弘二、河野弘、市村昌冶、会田由来、春田哲茂、那須のり子 |
| 第119話 | 1980/10/21 | 寺小屋騒動             | 白井更生          | 高橋繁男 | 大友柳太朗、小畠絹子、北村総一朗、野口ふみえ、宮島誠、亀渕友香、河野弘、相原巨典、入江正徳、藤枝亜弥、紺野博美、那須のり子、山崎猛、宮沢勇、斉藤光一、秋原充、古畑恒、小野孝雄 |
| 第120話 | 1980/10/28 | 同心涙の別れ歌         | 鈴木兵吾          | 高橋繁男 | 今福将雄、幸田宗丸、外山高士、陶隆司、井上博一、小沢左生子、原田千枝子、西川敬三郎、鈴木慎、宮園隆博、志村左近、あい陽子、門脇三郎 |
| 第121話 | 1980/11/04 | 泣くな銀次             | 白井更生          | 林伸憲   | 山田吾一、河合盛恵、武知杜代子、高田敏江、剣持伴紀、石橋雅史、外野村晋、河野弘、加藤大樹、皆川明男、佐藤さつ子 |
| 第122話 | 1980/11/11 | 人情祭り囃子           | ちゃき克彰        | 高橋繁男 | 左右田一平、幾野道子、池田信子、森下哲夫、鳥居恵子、清水昭博、杉崎昭彦、扇谷敏、藤田宗久、柳沢紀子、那須のり子、渡辺真六、北山はしら |
| 第123話 | 1980/11/18 | 愛の如来さま           | 吉田義昭          | 西山正輝 | 高橋元太郎、仁和令子、西岡徳美、津村隆、上月佐知子、天草四郎、沖田駿一、河野弘、青木万里子、渡辺真六、中島元 |
| 第124話 | 1980/11/25 | 子が結ぶ夫婦仲         | 竹内勇太郎        | 林伸憲   | 小坂一也、水原麻記、桜町弘子、亀石征一郎、中田博久、神田正夫、加瀬悦孝、西朱実、入江正徳、東美江、酒井郷博、稲川善一、今野清志、あい陽子、佐藤さつ子、加藤茂雄 |
| 第125話 | 1980/12/02 | 袋小路の男             | 鈴木兵吾          | 津島勝   | 伊沢一郎、南城竜也、勝部演之、露原千草、富田浩太郎、鈴木ふみこ、灰地順、堀田真三、山田禅二、河野弘、宮本幸子、榎木兵衛、司英二、渡辺真六、佐藤さつ子、池田功 |
| 第126話 | 1980/12/09 | 吹きっ溜りの女         | 白井更生          | 西山正輝 | 波乃久里子、江幡高志、北原義郎 |
| 第127話 | 1980/12/16 | 本所なみだ橋           | ちゃき克彰        | 林伸憲   | 堀越陽子、丹波義隆、浜田寅彦、立花正太郎、北村晃一、岡元達哉、有崎由見子、中田譲治、右京孝雄、若原初子、後藤哲夫、内田ポッポ、倉沢瑛子、あい陽子、佐藤さつ子 |
| 第128話 | 1980/12/23 | 鯨とりの詩             | 吉田義昭          | 林伸憲   | 徳蔵：殿山泰司 久八：堺左千夫 おつる：遠藤美絵 坂部十内：小笠原弘 弥三郎：松下達雄 亀吉：橋本宣三 くめ：西朱実 侍：浜伸二 中間：稲川善一 吾作：市川務 漁師：池田生二 都家歌六、志村左近、内田佳昭、今野清志 |
| 第129話 | 1980/12/30 | しのび逢い             | 白井更生          | 林伸憲   | 三浦真弓、池田秀一、手塚茂夫、山岡徹也、永井玄哉、小山源喜、三角八郎、前沢迪雄、青木万里子、有崎由見子、岩瀬裕美、鹿島信哉、今野清志、加藤茂雄、大原和彦 |
| 第130話 | 1981/01/06 | たったひとりの朝       | 白井更生          | 林伸憲   | 東野英心、北川めぐみ、田中和洋、木村浩二、森篤夫、久木念、林弘造、加藤茂雄、角田映二、小海とよ子 |
| 第131話 | 1981/01/13 | 命賭けた女             | 白井更生          | 松島稔   | 林美智子、桜井浩子、富士圭一、穂高稔、江見俊太郎、島村卓志、河野弘、村上豪、藤森政義、宮沢勇 |
| 第132話 | 1981/01/20 | 花影に母の愛           | 鈴木兵吾          | 松島稔   | 鈴木弘子、北見治一、斉藤こず恵、久保明、寄山弘、彩瀬晶子、林孝一、三重街恒二、神田正夫、河野弘、今野清志、水無坂冬子 |
| 第133話 | 1981/01/27 | 心中川端情話           | 宮下教雄          | 木下亮   | 有吉ひとみ、伊藤高、相原巨典、榎木兵衛、河野弘、池田功、渡辺真六、尾山文雄、安藤充、三浦照文 |
| 第134話 | 1981/02/03 | あしたの詩             | 白井更生          | 西山正輝 | 久保菜穂子、佐々木剛、外山高士、三上左京、湊俊一、高田大三、入江正徳、西朱実、河野弘、森篤夫、松村和美、水木京一、水無坂冬子、岩瀬裕美、清水忠一、田中和洋、春田哲茂 |
| 第135話 | 1981/02/10 | 闇の中の兄妹           | 白井更生          | 木下亮   | 花沢徳衛、西岡徳馬、北村総一朗、河野弘、川崎絵美里、若原初子、渡辺真六、清水忠一、新井裕人、藤原益二、二瓶奈々、藤悦子、川名美也子、戸田浩二 |
| 第136話 | 1981/02/17 | 嘘か真か観音さま       | 竹内勇太郎        | 西山正輝 | 高原駿雄、稲野和子、小畠きぬ子、中井啓輔、天草四郎、弘松三郎、林孝一、田島真由美、皆川明男、林弘造 |
| 第137話 | 1981/03/03 | 恋心炎の舞い           | 白井更生          | 木下亮   | 松尾嘉代、村田知栄子、八木昌子、野口ふみえ、片岡五郎、綾川香、河野弘、矢島直美、村上豪、側見民雄 |
| 第138話 | 1981/03/10 | ひとり泪の寒雀         | 鈴木兵吾          | 西山正輝 | 田島令子、北見治一、久富惟晴、本間文子、若松和子、和沢昌冶、佃文伍郎、神田正夫、中島元、側見民雄、川名浩介、高橋亨、今野清志、小池和子、八木薫 |
| 第139話 | 1981/03/17 | おんな川               | 白井更生          | 西山正輝 | 左時枝、青山良彦、服部妙子、北原義郎、西朱美、大山豊、青木万里子、久木念、加藤茂雄、川崎葉子、小池和子、後藤哲夫 |
| 第140話 | 1981/03/24 | 鴉は知っていた         | 吉田義昭          | 西山正輝 | 内田朝雄、遠藤征慈、佐藤宏之、立枝歩、上田忠好、西田良、若原初子、榎木兵衛、篠崎彩、門脇三郎、久木念、五十嵐美恵子、水木京一、原博美、多々良一和輝、那須のり子 |
| 第141話 | 1981/03/31 | 闇に消えた男           | 白井更生          | 林伸憲   | 桑山正一、剣持伴紀、亀井光代、田口計、河村弘二、河野弘、飯田テル子、秋永和彦、久木念 |
| 第142話 | 1981/04/07 | 盗っ人が生んだ赤ン坊   | 高橋知代 鈴木生朗 | 林伸憲   | 池玲子、小栗一也、今井健二、倉田健、村上豪、河野弘、麻ミナ、永浜三千子、新井みづほ、皆川明男 |
| 第143話 | 1981/04/28 | 裁かれた罪の花         | 白井更生          | 田中重雄 | 三條美紀、二宮さよ子、上野山功一、緋多景子、松金よね子、進藤幸、河野弘、高橋亨、青木万里子、志村幸江、小緑淳子、若原初子、宮沢勇、志村左近、好永康子、小池和子、岩瀬裕美、池田功、那須のり子、今野清志、小梅とよ子、加藤茂雄、沼里安子 |
| 第144話 | 1981/05/05 | あした咲く義兄弟       | 吉田義昭          | 田中重雄 | 志垣太郎、長内美那子、内田良平、市川智也、夏木章、河野弘、林孝一、原博美、稲川善一、内田佳昭、久木 念、稲田千代子、石垣恵三郎 |
| 第145話 | 1981/06/02 | 父の背見つめて         | 白井更生          | 松島稔   | 今福将雄、織田あきら、水原麻記、森幹太、河野弘、深谷みさお、渡辺真六、中平哲仟、司英二、石垣恵三郎、小池和子、川名美也子、千田勉 |
| 第146話 | 1981/06/16 | 屋根裏の女             | 白井更生          | 小山幹夫 | 奈良富士子、井上昭文、稲葉義男、幾野道子 |
| 第147話 | 1981/07/14 | 胸に灯す母の顔         | 吉田義昭          | 西山正輝 | 園田裕久、沢井孝子、遠藤美絵、江見俊太郎、北村晃一 |
| 第148話 | 1981/07/28 | おふじという女         | ちゃき克彰        | 西山正輝 | 鳳八千代、水島道太郎、荒谷公之、伊沢一郎、伊藤真奈美、三田登喜子、町田博子、柳沢紀子、黒部進、山田禅二、春田哲茂、田中恵子、大原和彦、岩瀬裕美 |
| 第149話 | 1981/08/04 | 哀しき異母兄弟         | 吉田義昭 内田一作 | 小山幹夫 | 奈良富士子、石山律雄、文野朋子、神田橋満、根岸一正、永井玄哉、今野清志、中島元 |
| 第150話 | 1981/08/25 | 天から降った子         | 竹内勇太郎        | 手銭弘喜 | 砂塚秀夫、左時枝、富田浩太郎、森下哲夫 |
| 第151話 | 1981/09/01 | 虫けらの詩             | ちゃき克彰        | 松島稔   | 佐藤仁哉、根上淳、芦川よしみ、江幡高志、井上博一、西朱実、内田佳明、原博美、加藤茂雄、那須のり子、鹿島信哉、都家歌六、池田功、今野清志、小海とよ子、小池和子、沢村恵美子、末村芳隆、志村幸江 |
| 第152話 | 1981/09/08 | 偽わりの盛装           | 白井更生          | 西山正輝 | 小坂一也、鈴鹿景子、高城淳一、本山可久子、三上左京、河野弘、一柳みる、加藤茂雄、門脇三郎、沢村三恵子 |
| 第153話 | 1981/09/15 | 罠にはめられた女       | 鈴木兵吾          | 松島稔   | 原田大二郎、葉山葉子、高野真二、粟津號 |
| 第154話 | 1981/09/22 | 返す十手の心意気       | 白井更生          | 西山正輝 | 松村達雄、二本柳俊衣、武藤英司、石山雄大 |
| 第155話 | 1981/10/06 | 地獄からきた女         | 白井更生          | 松島稔   | 京春上、石山かつみ、浅井謙、森幹太、佐竹明夫、鮎川浩、河野弘、永井玄哉、村上豪、鈴木志郎、門脇三郎、久木念、渡辺真六、清水忠一、春田哲茂 |
| 第156話 | 1981/10/13 | 男の戦い               | 白井更生          | 西山正輝 | 井上昭文、伊藤榮子、伊藤高、片桐竜次、市村昌治、大林丈史、河野弘、野田数生、坂田金太郎、八幡源太郎、中島健志、大原和彦 |
| 第157話 | 1981/10/20 | 娘観音津軽唄           | 吉田義昭          | 手銭弘喜 | 磯野洋子、服部妙子、住吉道博、高木二朗 |
| 第158話 | 1981/10/27 | 情けで晴らす不義の仲   | ちゃき克彰        | 西山正輝 | 林ゆたか、奈良富士子、本郷直樹、唐沢民賢、藤江リカ、黒田福美 |
| 第159話 | 1981/11/03 | 江戸の渦巻             | 吉田義昭 福沢京子 | 西山正輝 | 村田みゆき、黒須薫、佐久間宏則、金井大、陶隆司、うえずみのる、若松和子、榎木兵衛、有崎由見子、加藤茂雄、門脇三郎、小池和子、中島文子、大木久子 |
| 第160話 | 1981/11/10 | 心に描く母の似顔       | 白井更生          | 西山正輝 | 青山良彦、中島ゆたか、森幹太、穂高稔、沢井孝子、幸田宗丸、鮎川浩、木村夏江、大前均、河野弘、だるま二郎、保科三良 |
| 第161話 | 1981/11/17 | 女髪結い情け唄         | 宮下教雄          | 高橋勝   | 花沢徳衛、辻本厚子、石田信之、中井啓輔、伊藤真奈美、和沢昌治、久木念、鈴木義幸、春田哲茂、加藤茂雄 |
| 第162話 | 1981/11/24 | 間抜けな英雄           | 高階航            | 手銭弘喜 | 佐藤蛾次郎、津村隆、早川雄三、黒部進、堀田真三、加藤精三、鳴海剛、若原初子、加藤茂雄、夏木順平、内田佳昭、那須のり子、志村幸江 |
| 第163話 | 1981/12/01 | 男のきずな             | 横田与志          | 手銭弘喜 | 今福将雄、山下洵一郎、剣持伴紀、須賀不二男、大鹿次代、根岸一正、池田功、志村幸江、若林味香 |
| 第164話 | 1981/12/08 | 幸せの絆               | 白井更生          | 手銭弘喜 | 西田健、服部妙子、高城淳一、加瀬悦孝 |
| 第165話 | 1981/12/15 | 逃亡の果て             | 白井更生          | 西山正輝 | 佐々木剛、石橋雅史、和沢昌治、榎木兵衛、河野弘、晴海勇三、宮寺康夫、林弘造、門脇三郎、西屋東、久木念、今野清志、鳴海剛 |
| 第166話 | 1981/12/22 | はかなき百両の恋       | ちゃき克彰        | 西山正輝 | 保積ぺぺ、沢井桃子、石山雄大、灰地順、河野弘、日野道夫、市川千恵子、だるま二郎、神田正夫、高山千草、池田鴻、入江正徳 |
| 第167話 | 1981/12/29 | 宿命に泣いた女         | ちゃき克彰        | 澤田幸弘 | 二本柳俊衣、森下哲夫、三上左京、吉中六、大沢萬之价、今野清志 |
| 第168話 | 1982/01/05 | 七化けのおぎん         | 高階航            | 澤田幸弘 | 田島令子、北原義郎、外山高士、伊達正三郎、小野川公三郎、河野弘、林孝一、玉村駿太郎、相沢治夫、熊谷卓三 |
| 第169話 | 1982/01/12 | 鬼女の舞               | 白井更生          | 西山正輝 | 今出川西紀、鳳八千代、藤木敬士、遠藤征慈、平野稔、大木史朗 |
| 第170話 | 1982/01/19 | 向島から来た女         | 竹内勇太郎        | 西山正輝 | 古今亭志ん馬 (6代目)、三浦真弓、小瀬格、西田良、西田敬三郎、神田正夫、稲川善一 |
| 第171話 | 1982/01/26 | 男の挽歌               | 白井更生          | 西山正輝 | 生井健夫、田中綾、中田博久、矢野間啓二、河野弘、三重街恒二、西朱実、池田生二、那須のり子、小緑淳子 |
| 第172話 | 1982/02/02 | 情けに浮ぶだまし舟     | 横田与志          | 西山正輝 | 水森コウ太、斉藤ひろこ、堀内正美、中村孝雄、桂広行、磯野秋雄 |
| 第173話 | 1982/02/09 | 真心の旅路             | 高階航            | 藤田保行 | 佐藤輝昭、二瓶正也、千野弘美、谷口香、武内文平、黒須薫、倉島襄、和田啓、若原初子、河野弘、加藤茂雄、鳴海剛、大友淳、中江友香 |
| 第174話 | 1982/02/16 | 涙の宮参り             | 吉田義昭          | 藤田保行 | 小沢栄太郎、高城淳一、早川純一、神山寛、榎木兵衛、加瀬悦孝、橋本宣三、遠藤暁子、高山千草、西朱実、久木念、久保田民絵、岩城和男、池田功、今野清志、岩瀬裕美、志村幸江、那須のり子 |
| 第175話 | 1982/02/23 | 消えた女の恨み節       | 白井更生          | 西山正輝 | 葉山葉子、西沢利明、有吉ひとみ、山添由夏、八名信夫、天草四郎、河野弘、門脇三郎、住吉真沙樹、中村玉江、沢村三恵子、那須のり子、春田哲茂 |
| 第176話 | 1982/03/02 | お文恋唄               | 林企太子          | 西山正輝 | 山本みどり、清川新吾、藤江リカ、外野村晋、寄山弘、有崎由見子 |
| 第177話 | 1982/03/09 | 日陰に咲いた父子草     | 白井更生          | 澤田幸弘 | 内田朝雄、佐藤佑介、伊沢一郎、山本昌平、笹入舟作、高杉哲平、入江正徳 |
| 第178話 | 1982/03/16 | 夫婦ざんげ             | ちゃき克彰        | 澤田幸弘 | 山本紀彦、鳥居恵子、市川好朗、桜井浩子、新海丈夫、神田正夫、明石勤 |
| 第179話 | 1982/03/23 | 水にぬれた夢           | 高階航            | 藤田保行 | 浅野真弓、新海百合子、桑山正一、石田信之、中井啓輔、中田譲治、高桐真、三上櫻子 |
| 第180話 | 1982/04/27 | 泪橋に立つ女           | 横田与志          | 藤田保行 | 茅島成美、稲葉義男、杉江廣太郎、住吉道博、稲吉靖司、野口ふみえ |
| 第181話 | 1982/05/04 | 密偵と呼ばれた父       | 白井更生          | 小山幹夫 | 北見治一、田中綾、内田喜郎、石橋雅史 |
| 第182話 | 1982/05/18 | いのちの償い           | 林企太子          | 小山幹夫 | 大木実、福田公子、遠藤征慈、高野浩幸、中瀬博文、原博美、中江友香 |
| 第183話 | 1982/06/01 | 哀れ駒形親子唄         | 白井更生          | 西山正輝 | 長内美那子、島田順司、須藤健、伊達正三郎、小笠原弘、末松芳隆、河野弘、稲川善一、中江友香、中屋敷鉄也、熊谷卓三、清水忠一、今野清志 |
| 第184話 | 1982/06/08 | 明日を夢見る夫婦花     | 白井更生          | 西山正輝 | 服部妙子、青山良彦、小林昭二、若原初子、沢柳迪子、皆川明男、春田哲哉、中江友香 |
| 第185話 | 1982/06/29 | 真心のお守り袋         | 吉田義昭          | 西山正輝 | 鹿沼えり、唐沢民賢、榎木兵衛、山本竜二、桂広行、山岡透子、長谷部亮、宇乃壬麻 |
| 第186話 | 1982/07/13 | 幼馴染みの別れ         | 横田与志          | 西山正輝 | 久米明、原口剛、岐邑美沙子、田口計、北公次、ひし美ゆり子、河野弘、だるま二郎、三原博、工藤秀和、原博美 |
| 第187話 | 1982/07/27 | あばかれた真実         | 白井更生          | 松島稔   | 仁和令子、本郷直樹、伊沢一郎、佐原健二 |
| 第188話 | 1982/08/03 | 情けを斬った白刃       | 白井更生          | 藤田保行 | 岡崎友紀、南城竜也、中山昭二、立枝歩、西川敬三郎、三上剛、河野弘、中江友香、小池和子 |
| 第189話 | 1982/08/17 | 無法の八百八町         | 横田与志          | 松島稔   | 野平ゆき、小栗一也、浜田寅彦、山本昌平、北九州男 |
| 第190話 | 1982/09/21 | 甦った幸せ             | 山本英明          | 藤田保行 | 沢井孝子、北村総一朗、武藤英司、江幡高志、幸田宗丸、陶隆司 |
| 第191話 | 1982/10/12 | 目覚めた操り人形       | 白井更生          | 林伸憲   | 新藤恵美、成瀬昌彦、湯川勉、穂高稔、藤江リカ、天草四郎、河原崎洋夫 |
| 第192話 | 1982/10/19 | 熱血一途の男           | 横田与志          | 林伸憲   | 真夏竜、亀石征一郎、富川澈夫、高城淳一、伊吹聡太朗、田宮健二 |
| 第193話 | 1982/10/26 | ひとすじの愛           | 横田与志 高階航   | 西山正輝 | 鈴鹿景子、佐久間宏則、山下洵一郎、南道郎、矢野間啓二、三上左京 |
| 第194話 | 1982/11/02 | 母の涙の想い独楽       | 白井更生          | 林伸憲   | 茅島成美、剣持伴紀、須藤健、江見俊太郎、村上冬樹、中田譲治 |
| 第195話 | 1982/11/09 | 沈黙の十字架           | 横田与志          | 林伸憲   | 壇まゆみ、保積ペペ、高原駿雄、松本朝夫、弘松三郎 |
| 第196話 | 1982/11/16 | 命をかけてくれた女     | 白井更生          | 西山正輝 | 磯野洋子、石田信之、松下達夫、伴直弥、沖田駿一、早川研吉、河野弘、市川千恵子、高杉哲平、門脇三郎、小緑淳子、原博美 |

## 視聴率
- 最高視聴率：第67話の27.3%

ビデオリサーチ調べ、関東地区。

## 放送局
特記の無い限り全て放送時間は火曜 20:00 - 20:54、同時ネット。
- 日本テレビ
- 札幌テレビ[1]
- 青森放送[2]
- テレビ岩手[2]
- 秋田放送[3]
- 山形放送[4]
- 宮城テレビ[5]
- 福島中央テレビ[5]
- 新潟総合テレビ[6] → テレビ新潟（開局時の1981年4月から）
- 長野放送：土曜 15:00 - 15:54（1979年5月時点）[7] → テレビ信州：土曜 22:00 - 22:54 （開局時の1980年10月から）
- 山梨放送[8]
- 静岡けんみんテレビ（開局時の1978年7月から）[8]→ 静岡第一テレビ（開局時の1979年7月から）[9]
- 北日本放送[10]
- 北陸放送：火曜 23:35 - 0:29（1982年10月時点）[11]
- 福井放送[10]
- 中京テレビ[12]
- よみうりテレビ[13]
- 日本海テレビ[14]
- 広島テレビ[15]
- 山口放送[16]
- 四国放送[17]
- 西日本放送[15]
- 南海放送[16]
- 高知放送[16]
- 福岡放送[18]
- テレビ長崎：土曜 13:00 - 13:54[19]
- テレビ大分：日曜 18:00 - 18:54[20]

## 関連商品

### 書籍
- 『新五捕物帳』（陣出達朗、双葉新書〈1979年〉、春陽文庫〈1982年〉、捕物出版〈2019年〉ISBN 978-4-909692-19-1）

### DVD
| 商品名                                                               | 発売日         | 収録話 | 収録話                                    | 規格品番   |
| -------------------------------------------------------------------- | -------------- | ------ | ----------------------------------------- | ---------- |
| 「新五捕物帳」杉良太郎セレクション～DVD3枚組BOXセット～              | 2008年3月19日  | Disc1  | 第1話、第48話、第67話                     | POBD-69296 |
| 「新五捕物帳」杉良太郎セレクション～DVD3枚組BOXセット～              | 2008年3月19日  | Disc2  | 第92話、第137話、第182話                  | POBD-69296 |
| 「新五捕物帳」杉良太郎セレクション～DVD3枚組BOXセット～              | 2008年3月19日  | Disc3  | 大江戸桜吹雪八千両の舞、 春姿ふたり鼠小僧 | POBD-69296 |
| 「新五捕物帳」杉良太郎セレクション Vol.1～殺しの子守唄が聞こえる～   | 2008年3月19日  | 単巻   | 第1話、第48話、第67話                     | POBD-60296 |
| 「新五捕物帳」杉良太郎セレクション Vol.2～十字架の光の陰に～         | 2008年3月19日  | 単巻   | 第92話、第137話、第182話                  | POBD-60297 |
| 「新五捕物帳」杉良太郎セレクション Vol.3～杉良太郎時代劇スペシャル～ | 2008年3月19日  | 単巻   | 大江戸桜吹雪八千両の舞、 春姿ふたり鼠小僧 | POBD-60298 |
| 新五捕物帳 コレクターズDVD Vol.1＜HDリマスター＞                     | 2022年5月11日  | 6枚組  | 第1話 - 第23話                            | DSZS10171  |
| 新五捕物帳 コレクターズDVD Vol.2＜HDリマスター＞                     | 2022年6月22日  | 6枚組  | 第24話 - 第52話                           | DSZS10172  |
| 新五捕物帳 コレクターズDVD Vol.3＜HDリマスター＞                     | 2022年7月13日  | 6枚組  | 第53話 - 第80話                           | DSZS10173  |
| 新五捕物帳 コレクターズDVD Vol.4＜HDリマスター＞                     | 2022年8月3日   | 6枚組  | 第81話 - 第109話                          | DSZS10174  |
| 新五捕物帳 コレクターズDVD Vol.5＜HDリマスター＞                     | 2022年10月12日 | 6枚組  | 第110話 - 第138話                         | DSZS10175  |